# Australobolbus laevipes
Australobolbus laevipes là một loài bọ cánh cứng trong họ Geotrupidae. Loài này được Blackburn miêu tả khoa học năm 1904.